# Alt Camp

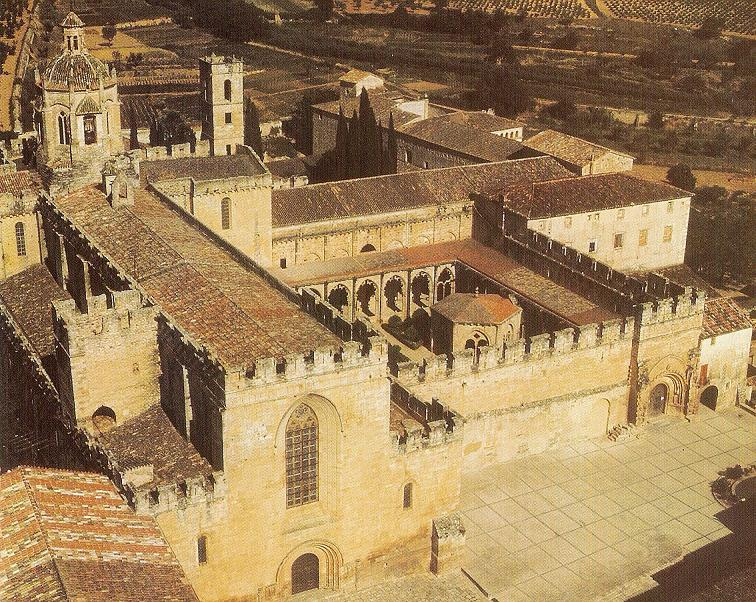
Klostret vid Santes Crus i grevskapet Alt Camp.

Alt Camp är ett grevskap, comarca, i centrala Katalonien, i Spanien. Det är ett av tre comarques som bildades 1936. 
Huvudstaden i comarcan heter Valls, med 24649 innevånare 2013.

## Kommuner
Alt Camp är uppdelat i 23 kommuner, municipis.
- Aiguamúrcia
- Alcover
- Alió
- Bràfim
- Cabra del Camp
- Figuerola del Camp
- Els Garidells
- La Masó
- El Milà
- Mont-ral
- Montferri
- Nulles
- El Pla de Santa Maria
- El Pont d'Armentera
- Puigpelat
- Querol
- La Riba
- Rodonyà
- El Rourell
- Vallmoll
- Valls
- Vila-rodona
- Vilabella